# Леманс, Антони
А́нтони Ле́манс (нидерл. Anthonie Leemans, Anthonius Leemans; 1631, Гаага — 1673, Амстердам) — голландский живописец «Золотого века голландской живописи», мастер натюрморта в жанрах «Vanitas», «фруктовых» и «цветочных» натюрмортов, а также натюрмортов-обманок (фр. trompe-l'œil — обманчивый глаз, обманчивая видимость) с выполненными в натуральную величину охотничьими трофеями в пейзаже или на стене комнаты.

## Биография
Антони Леманс был крещён 16 февраля 1631 года в Гааге. Он был старшим братом живописца Йоханнеса Леманса (1833—1688), также предпочитавшего жанр «обманки».
Нидерландский историограф Арнольд Хоубракен в жизнеописаниях «Великий театр нидерландских художников и художниц» (De Groote Schouburgh der Nederlantsche Konstschilders en Schilderessen, 1718—1721) упоминает имя Леманса «как опытного живописца охотничьих сцен и предметов снабжения», не упоминая, о каком из братьев идёт речь.
С 1650 по 1655 год Антони Леманс работал в Гааге. Здесь же, в Гааге, 24 мая 1654 года он сочетался браком с Катариной ван Нейсенберх (Catharina van Nuyssenberch). Вскоре он переехал в Амстердам, где работал с 1655 года и до последних дней. Умер Антони Леманс между 7 февраля 1671 и 24 ноября 1673 в Амстердаме.

## Творчество
Натюрморты Леманса выполнены в сдержанном колорите охристых, коричневых и чёрных, так называемых «земляных красок» (хотя сцены на открытом воздухе написаны в светлой гамме). В соответствии с правилами игры, принятыми в жанре «trompe l’oeil», Антони Леманс изображал предметы с натуралистической точностью на нейтральном фоне при равномерном боковом освещении, в границах относительно неглубокого пространства.
Художник далёк от свойственной многим голландским мастерам утончённости в передаче текстуры дорогих тканей или запотевшего стекла, как например, в натюрмортах Виллема Кальфа, Питера Класа, Виллема Клас Хеды.) Антони Леманс предпочитает «буквальное повторение» кистью на холсте страниц с типографским или написанным вручную текстом, уверенно достигая вещественности в передаче трёхмерных форм малыми средствами. (Натюрморт с экземпляром издания De Waere Mercurius с сообщением о захвате трёх английских кораблей 28 июня 1639 и стихотворением о сапожнике, презирающем работу Апеллеса. 1655. Холст, масло 78 × 72 см. Рейксмюсеум, Амстердам).
Помимо обманок, Леманс писал натюрморты, изображающие столы с битой дичью, привалы птицеловов с самими охотниками и их собаками.
В санкт-петербургском Эрмитаже имеется картина «Охотничий натюрморт», однако она традиционно атрибутируется младшему брату — Йоханнесу Лемансу.

## Галерея

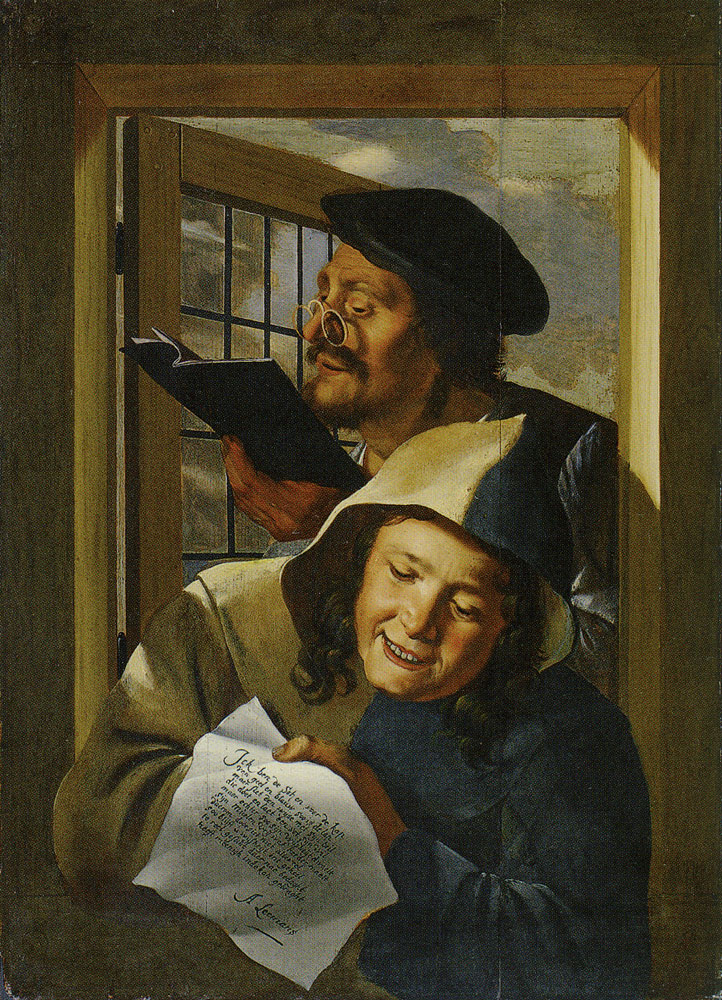
Мудрец и дурак. Между 1650 и 1673. Дерево, масло. 83,3 х 59,5 см. Государственный музей, Шверин, Германия
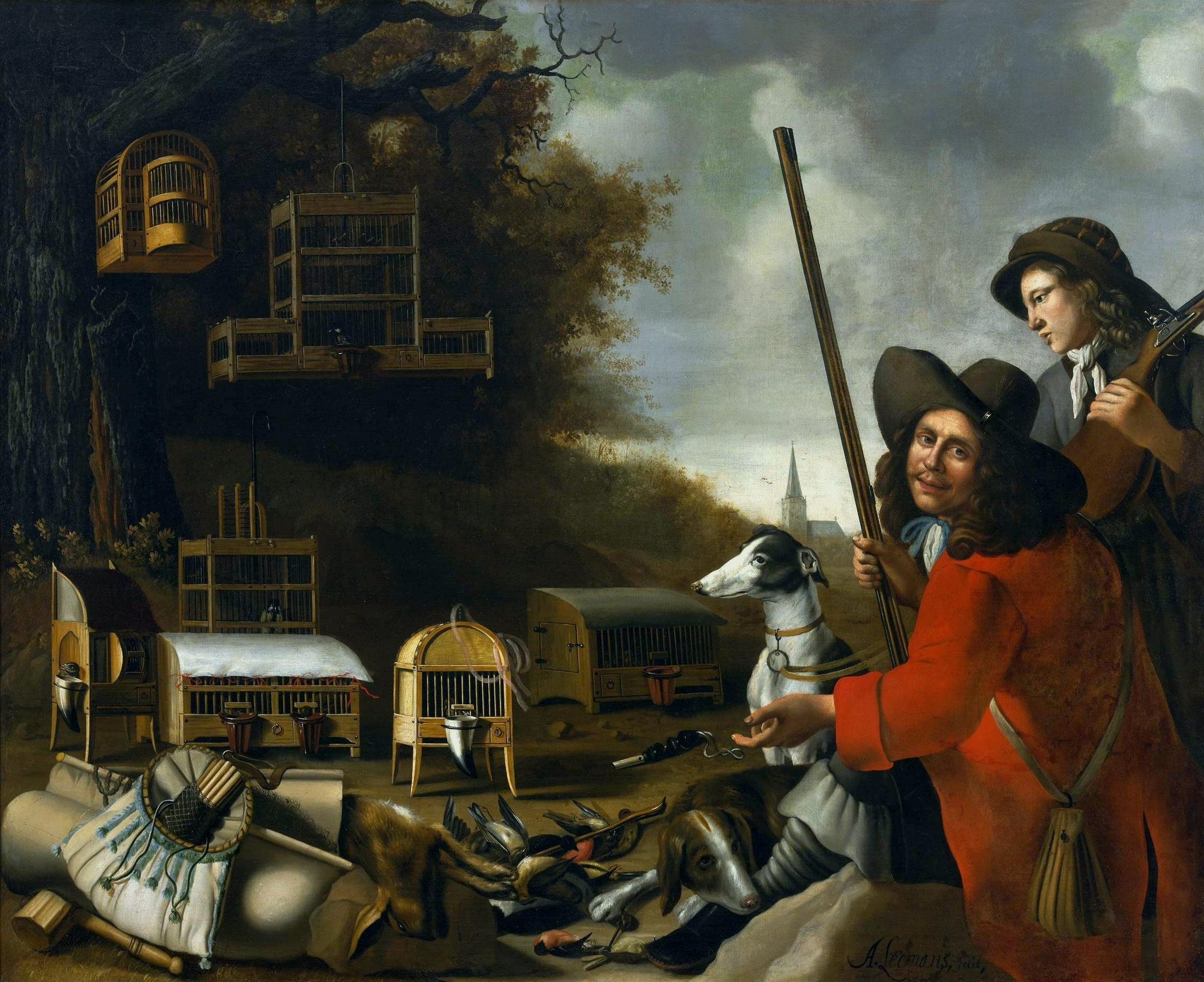
Охотники и их трофеи. Ок. 1670. Холст, масло. 162.5 × 200 см. Национальный музей, Варшава
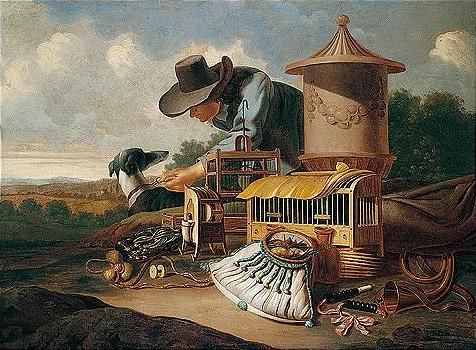
Натюрморт с охотничьими орудиями в пейзаже, охотником и собакой. Ок. 1670. Холст, масло. 124 × 169 см. Частное собрание
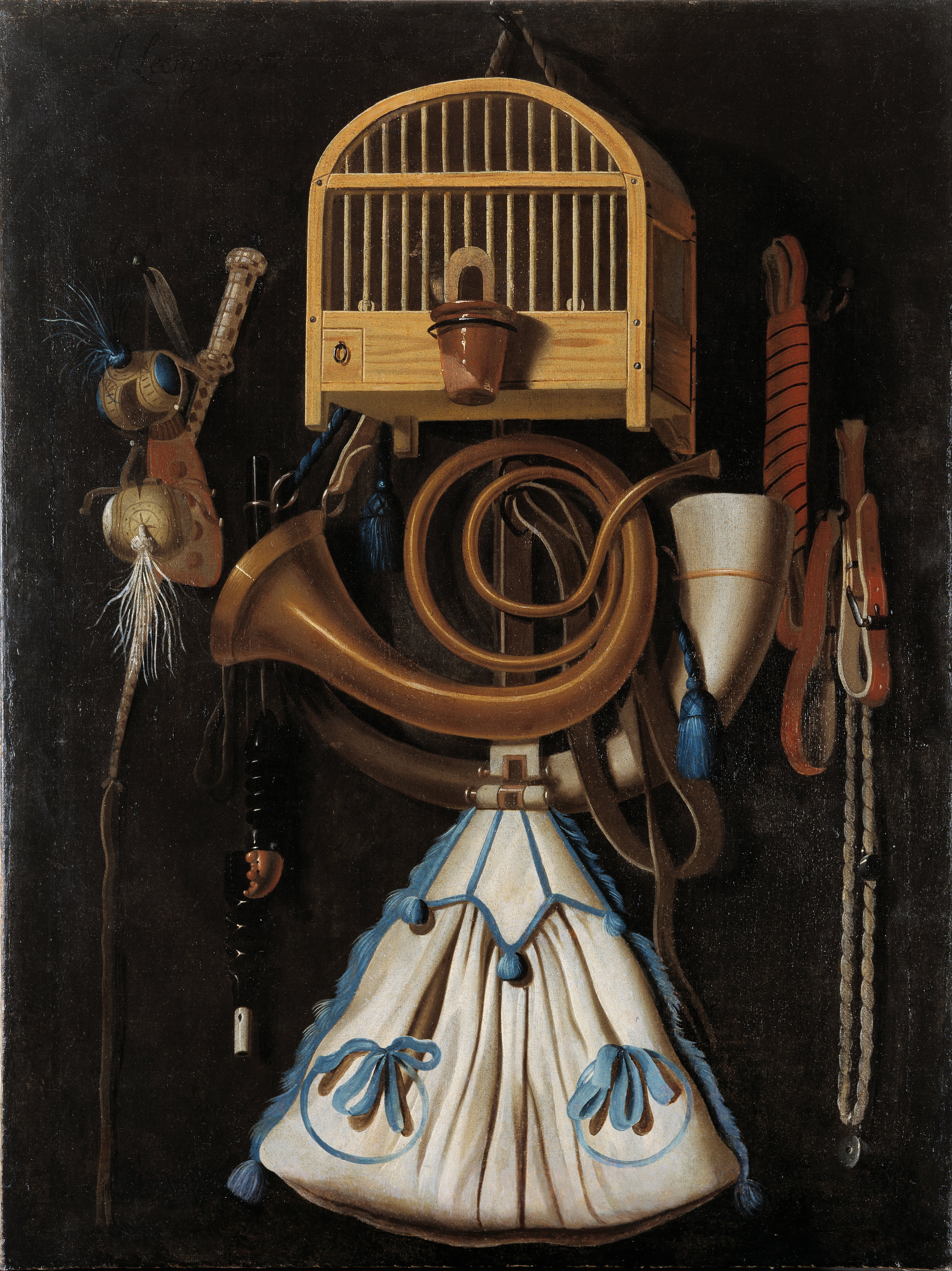
Натюрморт из охотничьих принадлежностей. 1661. Холст, масло. 102 × 77 см. Оружейное собрание, Королевский дворец, Стокгольм
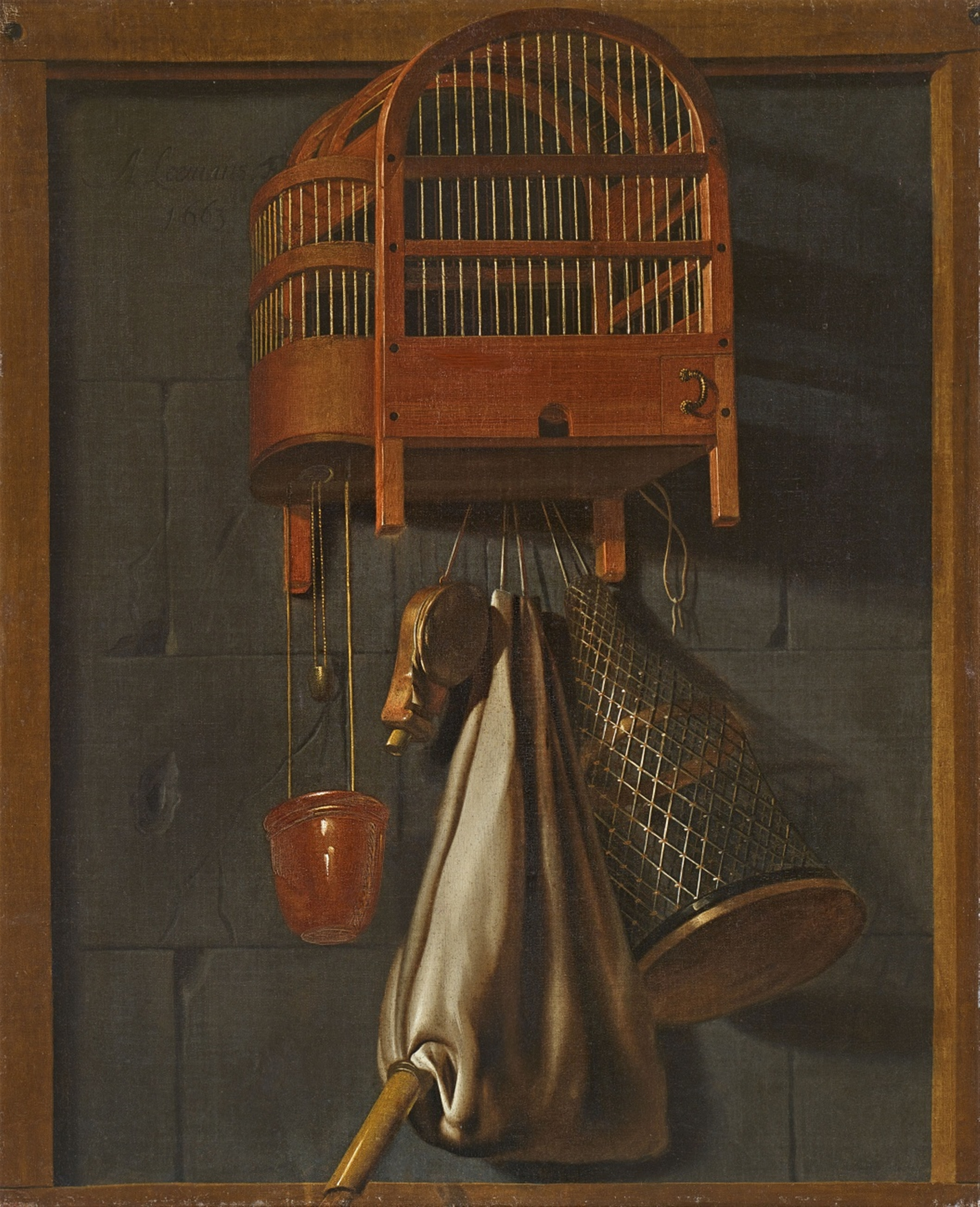
Охотничий натюрморт с птичьей клеткой. 1663. Холст, масло. 68,8 х 56 см. Городской музей, Дордрехт, Нидерланды

## Произведения Леманса в музейных собраниях
- Рейксмюсеум, Амстердам
- англ. Музей охоты и галерея искусств при Университете Глазго
- Музей Франса Халса, Харлем
- англ. Государственный музей, Шверин
- Галерея Маурицхёйс, Гаага
- Музей Бойманса — ван Бёнингена, Роттердам
- Национальный музей, Варшава